# سژانا
سژانا (اسلوونیایی: Sežana; ایتالیایی: Sesana) در اسلوونی با جمعیت ۵٬۵۷۳ نفر است که در Municipality of Sežana واقع شده‌است.

## نگارخانه

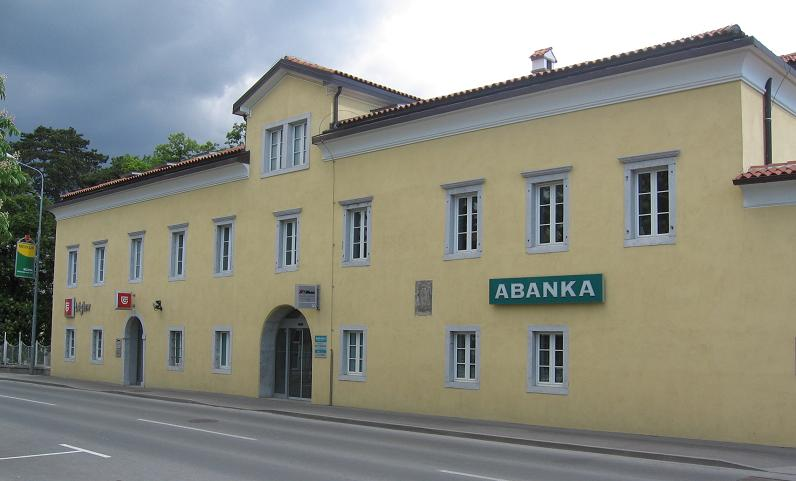
Old Castle
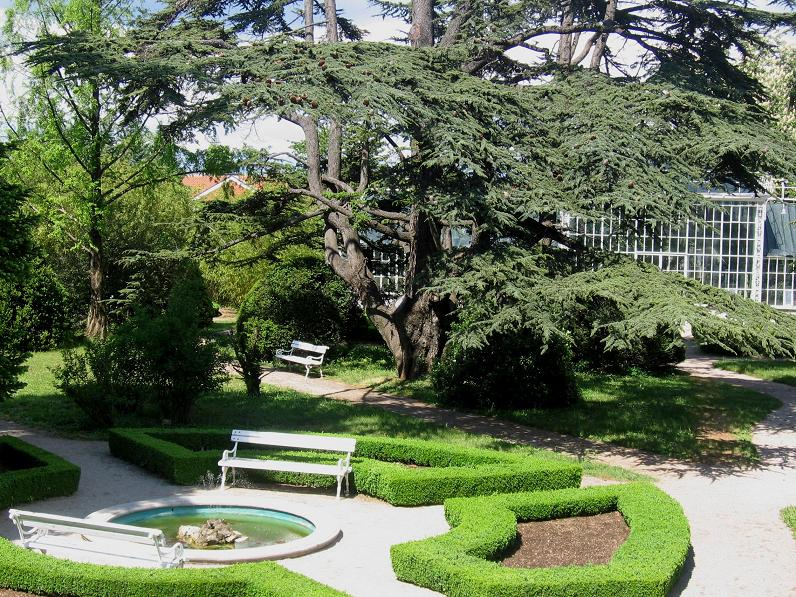
Botanical park in Sežana